# Lilla Gryssjön
Lilla Gryssjön är en sjö i Gislaveds kommun i Småland och ingår i Lagans huvudavrinningsområde.